# Isla Blanca, Quintana Roo
Isla Blanca är en ö i Mexiko. Den ligger i lagunen Laguna Chacmochuk och tillhör kommunen Isla Mujeres i delstaten Quintana Roo, i den sydöstra delen av landet. Arean är 6,97 kvadratkilometer.